# Carrefour Express
Carrefour Express es un supermercado de proximidad que mantiene todos los criterios y la esencia de la marca Carrefour adaptado a superficies reducidas a partir de 100 m² de sala de ventas. Se trata de los supermercados de menor tamaño del grupo, por debajo de los supermercados Carrefour Market. Están ubicados en los centros urbanos.